# Anisogaster pictipennis
Anisogaster pictipennis là một loài bọ cánh cứng trong họ Cerambycidae.